# Endossimbiose (teoria)

Origem dos seres eucariontes a partir de seres procariontes de acordo com a teoria da endossimbiose.

Endossimbiose é uma teoria que se propõe a explicar a origem da mitocôndria e dos plastídios, assim como parte da evolução das células eucarióticas. Segundo a teoria, a primeira relação de endossimbiose se estabeleceu pela associação entre uma Arquea e uma Alfa-proteobacteria, que foi interiorizada. A organela mitocôndria é descendente dessa bactéria. Essa associação ocorreu há aproximadamente 1,6 bilhão de anos e o organismo resultante é o ancestral de todas as células eucarióticas.
Há aproximadamente 1,5 bilhão de anos, outra relação de endossimbiose ocorreu quando uma célula eucariótica internalizou uma Cianobactéria. Os plastídeos, como o cloroplasto, são descendentes dessa Cianobactéria. O organismo que surgiu dessa relação, denominada endossimbiose primária, deu origem à três linhagens de algas: rodófitas, glaucófitas e clorófitas . Ao longo da evolução, clorófitas e rodófitas foram internalizadas por outras células eucarióticas, se tornando endossimbiontes. A essa relação se dá o nome de endossimbiose secundária. 
A Teoria da Endossimbiose foi desenvolvida ao longo do século XX. Em 1905, Mereschkowsky propôs que os plastídios eram descendentes de cianobactérias . Em 1967, Lynn Margulis consolidou a teoria. No artigo publicado, a pesquisadora propôs que o surgimento de células eucarióticas se deu pela ingestão de um procarioto aeróbico por um procarioto anaeróbico. Margulis também ratificou a hipótese da ancestralidade dos plastídios. Atualmente, a hipótese mais aceita para explicar o processo que deu origem à mitocôndria é a proposta por Martin e Muller, em 1998.
Diversas evidências morfofisiológicas suportam a Teoria da Endossimbiose. Entre elas a constatação de que plastídios e mitocôndrias: possuem DNA circular, assim como bactérias; e só se formam por fissão binária, o que indica uma origem independente do restante da célula. Características metabólicas também apoiam a teoria: a respiração celular ocorre nas mitocôndrias e em algumas bactérias; e a fotossíntese ocorre no cloroplasto e em cianobactérias. Nas últimas décadas, as análises do material genético destas organelas também evidenciaram o parentesco com bactérias.

## História
A ideia de que a célula eucariótica é um conjunto de micro-organismos foi pela primeira vez sugerida na década de 1920 pelo biólogo norte-americano Ivan Wallin, mas a teoria da origem endossimbiótica das mitocôndrias e cloroplastos só foi formulada por Lynn Margulis da Universidade de Massachusetts - Amherst em 1981, com a publicação do seu ensaio Symbiosis in Cell Evolution (“Simbiose na Evolução das Células”) no qual sugeriu que as células eucarióticas nasceram como comunidades de organismos em interação, que se uniram numa ordem específica. Os elementos procarióticos poderiam ter entrado numa célula hospedeira, quer por ingestão, quer como um parasita. Com o tempo, os elementos originais teriam desenvolvido uma interação biológica mutualmente benéfica que mais tarde se tornou numa simbiose obrigatória.
Margulis também sugeriu que o flagelo e cílio das células eucarióticas pode ter tido origem numa espiroqueta endossimbiótica, mas aqueles organelos não contêm ácido desoxirribonucleico (DNA, em terminologia inglesa) e não têm semelhanças ultraestruturais com os dos procariotas; por estas razões, aquela ideia não tem grande apoio na comunidade científica. A mesma autora sugeriu ainda que as relações simbióticas são uma das principais forças no processo evolutivo, tendo afirmado (em Margulis e Sagan, 1996) que "os seres vivos não ocuparam o mundo pela força, mas por cooperação" e considera incompleta a teoria de Darwin de ser a competição a principal força na evolução.
Christian de Duve (premiado com o Prémio Nobel Medicina, em 1974) considera que os peroxissomas podem ter sido os primeiros endossimbiontes, que permitiram às células adaptar-se à quantidade crescente de oxigénio molecular na atmosfera da Terra, no entanto, como estes organelos também não possuem DNA, esta teoria é considerada especulativa e sem bases sólidas.

## Indícios da origem endossimbionte das mitocôndrias e cloroplastos
Os seguintes dados indiciam que as mitocôndrias e cloroplastos tiveram origem em bactérias endossimbiontes:
- Tanto as mitocôndrias como os cloroplastos possuem DNA bastante diferente do que existe no núcleo celular e em quantidades semelhantes ao das bactérias;
- As mitocôndrias utilizam um código genético diferente do da célula eucariótica hospedeira e semelhante ao das bactérias e Archaea;
- Ambos os organelos se encontram rodeados por duas ou mais membranas e a mais interna tem diferenças na composição em relação às outras membranas da célula e semelhanças com a dos procariotas;
- Ambos se formam por fissão binária, como é comum nas bactérias; em algumas algas, como a Euglena, os cloroplastos podem ser destruídos por certas substâncias químicas ou por ausência prolongada de luz, sem que isso afete a célula (que se torna heterotrófica); além disso, quando isto acontece, a célula não tem capacidade para regenerar os seus cloroplastos;
- Muito da estrutura e bioquímica dos cloroplastos, como por exemplo, a presença de tilacoides e tipos particulares de pigmentos, é muito semelhante aos das cianobactérias; análises filogenéticas de bactérias, cloroplastos e genomas eucarióticos também sugerem que os cloroplastos estão relacionados com as cianobactérias;
- A sequência do DNA de algumas espécies sugere que o núcleo celular contém genes que aparentemente vieram do cloroplasto;
- Tanto as mitocôndrias como os cloroplastos possuem genomas muito pequenos, em comparação com outros organismos, o que pode significar um aumento da dependendência destes organelos depois da simbiose se tornar obrigatória, ou melhor, passar a ser um organismo novo;
- Vários grupos de protistas possuem cloroplastos, embora os seus portadores serem, em geral, mais estreitamente aparentados com formas que não os possuem, o que sugere que, se os cloroplastos tiveram origem em células endossimbiontes, esse processo teve lugar múltiplas vezes, o que é muitas vezes chamado “endossimbiose secundária”.